# Aluguer

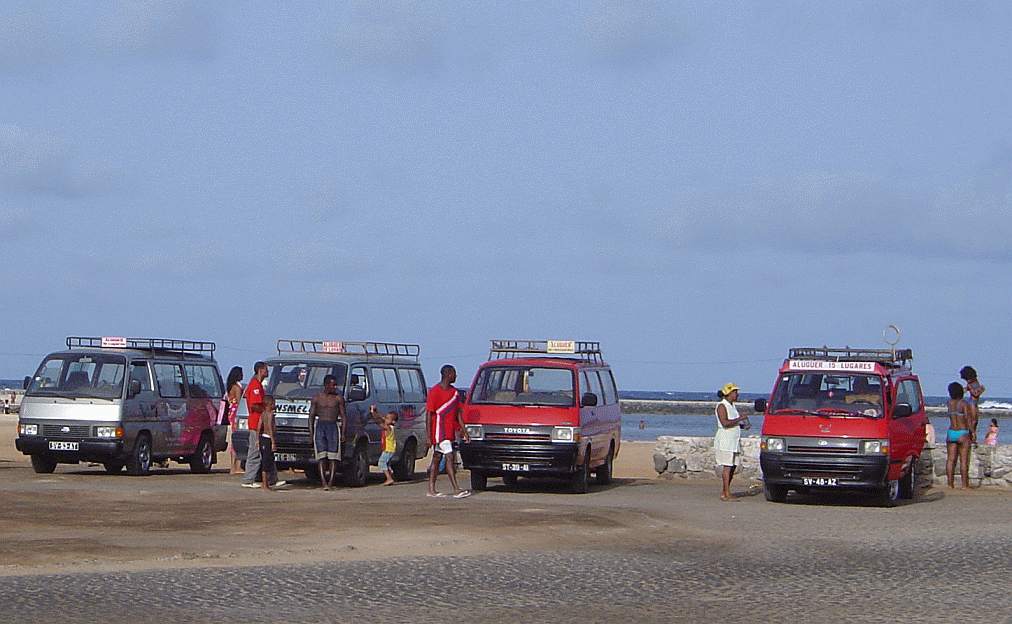
Aluguers warten am Strand auf Kundschaft

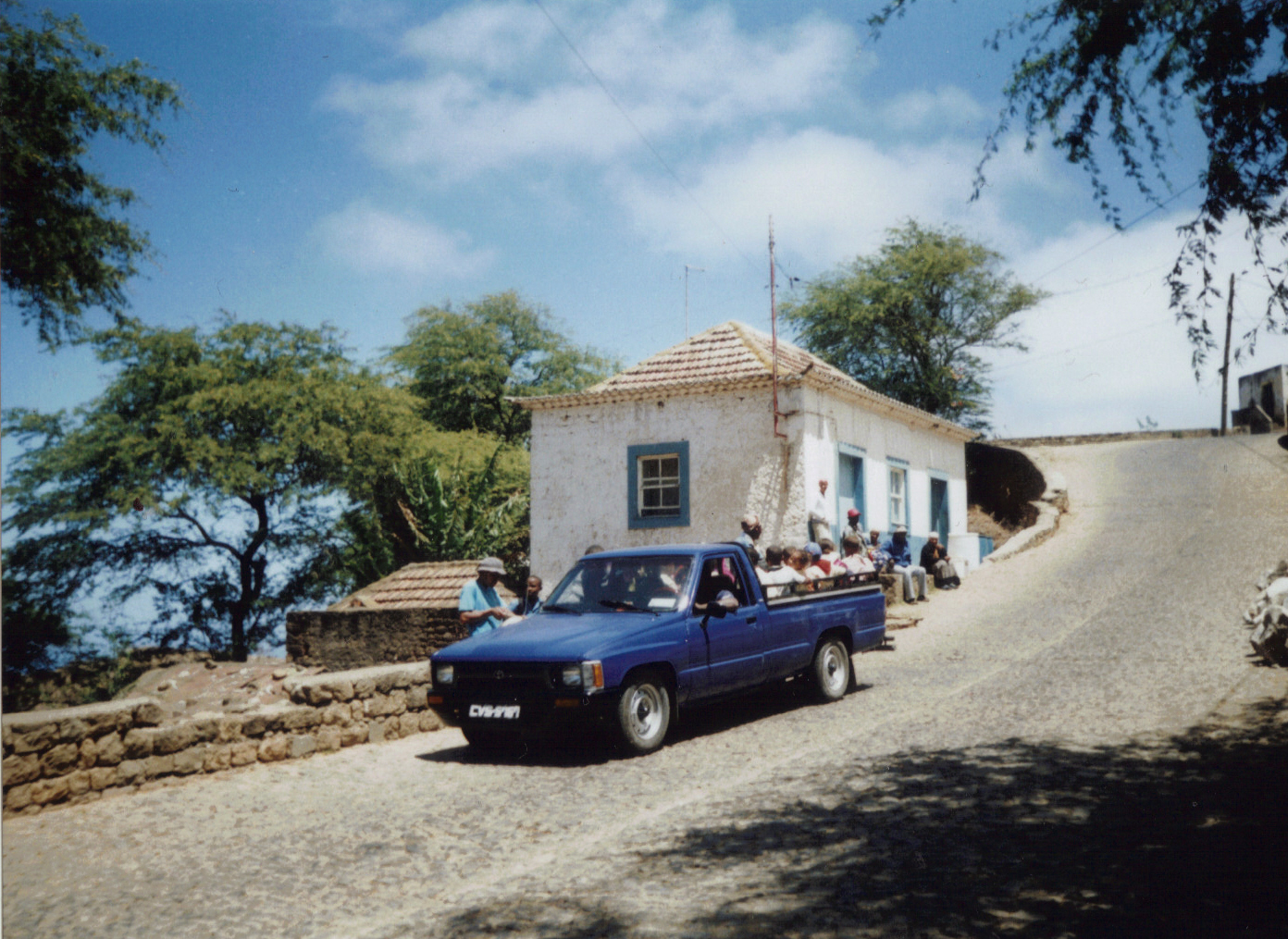
Aluguer auf Brava

Als Aluguer (kapverdisch, ‚zu mieten‘) bezeichnet man die auf den Kapverden weitverbreiteten Sammeltaxis. In der Regel sind es offene Pritschenwagen mit zwei Sitzbänken oder Minibusse. In einigen Fällen sind es Jeeps, bei denen die Fahrgäste auf der Ladefläche sitzen.
Im Unterschied zu normalen Taxis verkehren die meisten Aluguers auf festen Routen. Sie können an jedem beliebigen Punkt der Strecke angehalten werden. Aluguers können auch komplett für Touren gemietet werden. Sofern noch Platz ist, dürfen trotzdem unterwegs weitere Fahrgäste zusteigen. Im Gegensatz zu Einzeltaxen betragen die Fahrtkosten bei Aluguers nur etwa ein Zehntel. Dafür müssen die Nutzer aber teilweise längere Wartezeiten in Kauf nehmen. In den Ortschaften fahren die Aluguers nicht selten mehrmals um die Häuserblocks und in die Stichstraßen hinein, um durch Hupen oder lautes Rufen Fahrgäste anzulocken – dadurch wird die Abfahrt oft hinausgezögert.
Da es in weiten Teilen der Kapverdischen Inseln abseits der beiden Städte Praia und Mindelo keine Busverbindungen gibt, stellen die Aluguers die Basis des öffentlichen Personennahverkehrs dar. Weite Teile der Bevölkerung sind auf die Nutzung der Aluguers angewiesen, da sie zumeist nicht über ein eigenes Fahrzeug verfügen.